# Corynis crassicornis
Espèce
Corynis crassicornis est une espèce de symphytes (mouches à scie) de la famille des Cimbicidae.

## Description
Corynis crassicornis est aisément reconnaissable à ses pattes jaunes et aux bandes jaunes sur les marges apicales de ses tergites. Il mesure un centimètre au maximum.

## Biologie
La ponte a lieu sur trois espèces de Sedum où la larve s'y développe librement sur les feuilles.
Le vol a lieu de mai à août.

## Distribution
L'espèce est présente en Afrique du Nord et en Europe (excepté l'Europe du nord).

## Systématique
Le nom valide complet (avec auteur) de ce taxon est Corynis crassicornis (Rossi, 1790).
L'espèce a été initialement classée dans le genre Tenthredo sous le protonyme Tenthredo crassicornis Rossi, 1790.
Corynis crassicornis a pour synonymes :
- Amasis crassicornis var. gallica Pic, 1918
- Amasis crassicornis var. nigriventris Soldanski, 1916
- Amasis laeta (Fabricius, 1798)
- Cimbex jurinae Audinet-Serville, 1823
- Cimbex jurinae Le Peletier, 1823
- Cimbex olivieri Le Peletier, 1823
- Cimbex silvatica Olivier, 1790
- Tenthredo crassicornis Rossi, 1790
- Tenthredo laeta Fabricius, 1798